# Bula

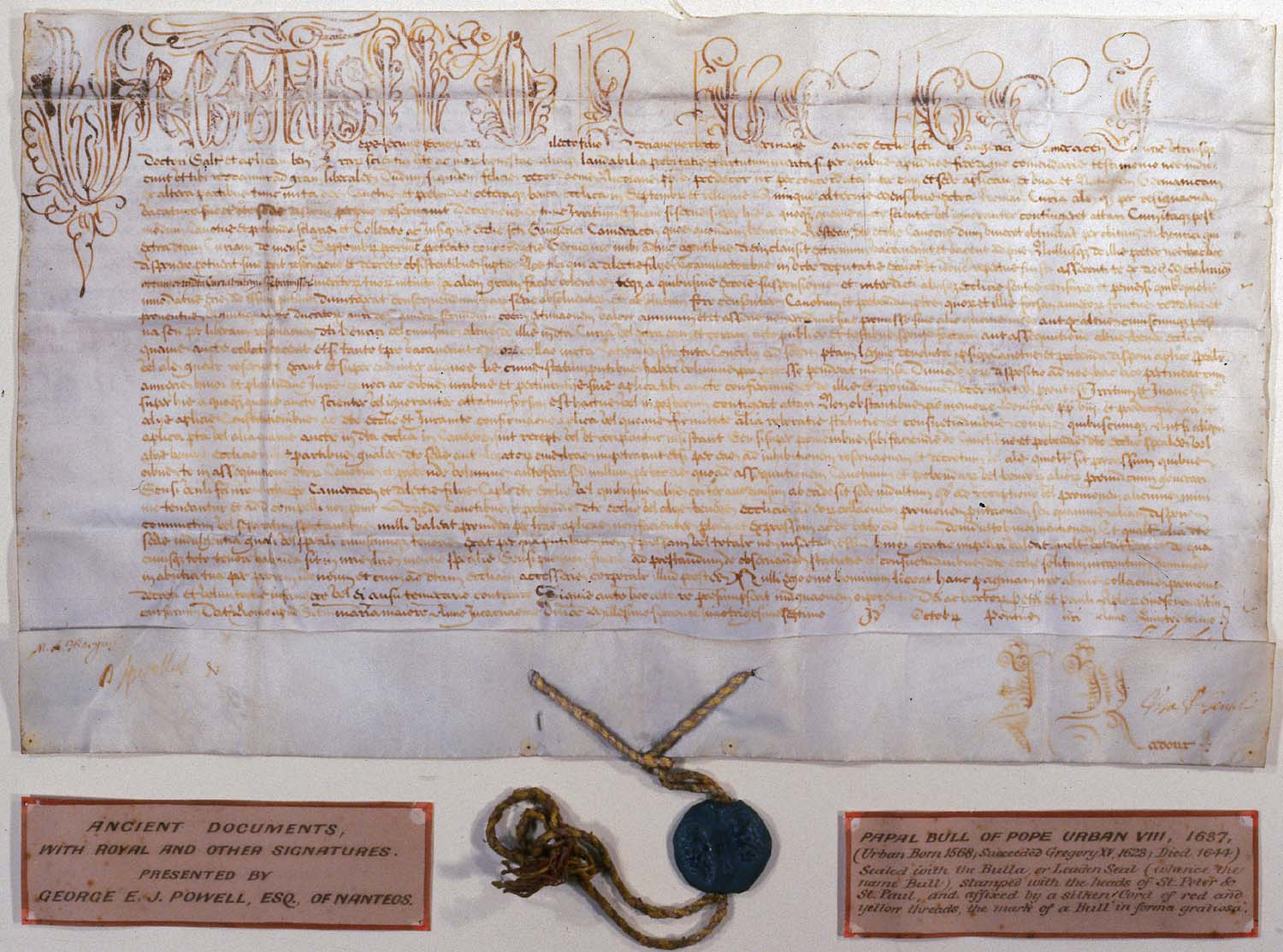
Bula del papa Urbano VIII con el sello (bulla) de plomo.

Una bula es un documento sellado con plomo sobre asuntos políticos o religiosos, en cuyo caso, si está autentificada con el sello papal, recibe el nombre de bula papal o bula pontificia. La palabra proviene del latín bulla, término que hace referencia a cualquier objeto redondo artificial, y en un principio se utilizaba para referirse a la medalla que portaban al cuello en la Antigua Roma, los hijos de las familias nobles hasta el momento en que vestían la toga. En las cuestiones de más importancia, siguiendo una práctica del imperio bizantino, el sello era de oro (bula áurea)

## Características
Generalmente, se conocen como bulas aquellos documentos pontificios que son expedidos por la Cancillería Apostólica papal sobre determinados asuntos de importancia dentro de la administración clerical e incluso civil, constituyéndose en uno de los instrumentos más extendidos en los que se fundamenta y expande la autoridad del pontífice.
Desde un punto de vista formal, la bula es solemne y muy característica. Llevaba un sello de plomo con una cruz en el centro y una representación de san Pedro y san Pablo, mientras que en el reverso se consignaba el nombre del papa del momento de su publicación y el año del pontificado. Normalmente, se envía al arzobispo de la diócesis, quien a su vez la hará llegar a la parroquia. Está escrita en latín y, si aparece en castellano, se trata de la traducción hecha por el arzobispado; en ese caso se la considera una copia. En transcripción impresa de las bulas, el sello de plomo queda expresado por las iniciales de las palabras latinas loco (en [este] lugar) y plumbum (plomo), y en medio una cruz: L + P.
En cuanto a su contenido, las bulas expresan diversos mandatos en materia de ordenanzas y constituciones, condenaciones doctrinales, concesión de beneficios, juicios de la Iglesia, decretos de indulgencias, de señoríos eclesiásticos, etcétera.
Cuando la bula es de extensión y/o importancia menor se denomina breve.

## Formulismo

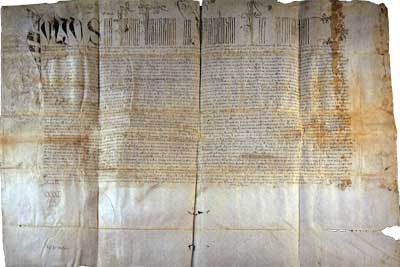
Bula fundacional del papa Julio II. Manuscrito sobre pergamino, año 1505.

La materia de las bulas es el pergamino y el papiro hasta el siglo xi. Después, solo el pergamino y la vitela. El más antiguo documento papal sobre papiro que se conoce con fecha cierta es una bula del papa Esteban III del año 757.
La salutación en las bulas se hace a menudo desde Urbano II en 1088 con la fórmula In perpetuam o Ad perpetuam rei memoriam, bien que no sea constante hasta el siglo xvi. Desde finales del siglo X hasta principios del siglo xvi se halla muy frecuente la salutación con esta fórmula: Salutem et apostólicam benedictionem, sobre todo, cuando se dirige a uno o pocos destinatarios. El título de Servuus servorum Dei que acompaña al nombre del Pontífice y precede a la salutación dicha data de San Gregorio Magno pero no es definitivo sino desde el siglo xi.
Las fechas de los documentos pontificios seguían en un principio el cómputo por consulados hasta Juan III en el año 560 cuando se ponía data, pues en las primitivas, antes de San León I, se omitía comúnmente. Desde el siglo vii se fechan con el año del Emperador y de la Indicción romana y desde principios del VIII con el de la Encarnación de Jesucristo cesando de nombrar a los emperadores desde los comienzos del siglo xii. También se añade a la fecha el año que lleva de reinado el Pontífice que emite la bula lo cual es constante desde Clemente III en 1187 por lo menos. Contando los años por la Era cristiana se distinguen las bulas de los breves en que las primeras comienzan el año ab incardatione Domini (25 de marzo) y las segundas a Nativitate Domini (25 de diciembre) y llevan la indicación del mes y del día en la forma común u ordinaria.
La letra de las bulas, bastante legibles desde mediados del siglo xi tomó un carácter seudogótico llamado littera Sancti Petri o bollática desde Clemente VIII en 1592 y se escribía en forma quebrada y con rasgos que dificultan la lectura sin puntos ni comas, ni acentos ni diptongos. Pero en adelante, por mandato de León XIII en 1878 se redactan en letra ordinaria y perfectamente inteligible. Es de notar que la Cancillería romana no tuvo épocas decadentes en la escritura como las tuvieron otras Cancillerías europeas.

## Historia
Entre los romanos la bulla o bula, era una medalla en forma de esfera usada por los niños libres hasta el momento de dejar de usar la toga pretexta o bien hasta contraer matrimonio. La costumbre parece proceder de Etruria, donde también era llevada por los adultos.
Los hijos de las familias nobles y ricas llevaban una bula de oro; los de condición inferior, como los manumitidos, llevaban en su lugar un pedazo de cuero. Cuando llegaban a la adolescencia dejaban los primeros la bula a la vez que la toga pretexta, y generalmente consagraban aquella a los dioses lares o algunas otras divinidades.
Plutarco refiere que la "bulla un medallón en forma de bola y una toga bordada de púrpura" eran el distintivo de los hijos nacidos de la unión de las sabinas raptadas y los primeros romanos.
Por su parte Plinio el Viejo relata que el rey romano Tarquino, el Antiguo, otorgó una bulla de oro a su hijo de catorce años por haber matado, en combate, a un sabino. El mismo autor dice que según algunos historiadores había dado antes Rómulo una bula al hijo de Horto, primogénito de las doncellas sabinas, después del robo de ellas, el cual se llamó más adelante Tulio Hostilio.
Posteriormente, durante la Antigüedad Tardía y el Medioevo, se le dio el nombre de bula a cualquier rescripto de los príncipes, que llevase un sello de oro, plata o plomo, El hecho de presentarse abierta y sellada, en lugar de firmada y cerrada como los documentos enviados a particulares, resaltaba su carácter de documento público.
Ya desde el siglo vi se comenzó a utilizar un sello circular, generalmente de plomo aunque en ocasiones muy solemnes podía utilizarse el oro, como medio de autentificar ciertos documentos; se lo llamó bula por asemejarse a las usadas por los niños o por ciertas tablas que se exponían al público, en las cuales constaban los días festivos, y tenían el mismo nombre. En los primeros tiempos cabe destacar que este sello, y no el documento en sí mismo, recibía el nombre de bula.
La palabra bula se utilizó durante la Edad Media para los edictos de los soberanos, en especial los del Imperio, pero también a los acuerdos entre diversos príncipes; hasta que, por último, vino a aplicarse exclusivamente a los escritos de los papas sobre algún asunto de importancia doctrinal o disciplinaria.

## Bula papal

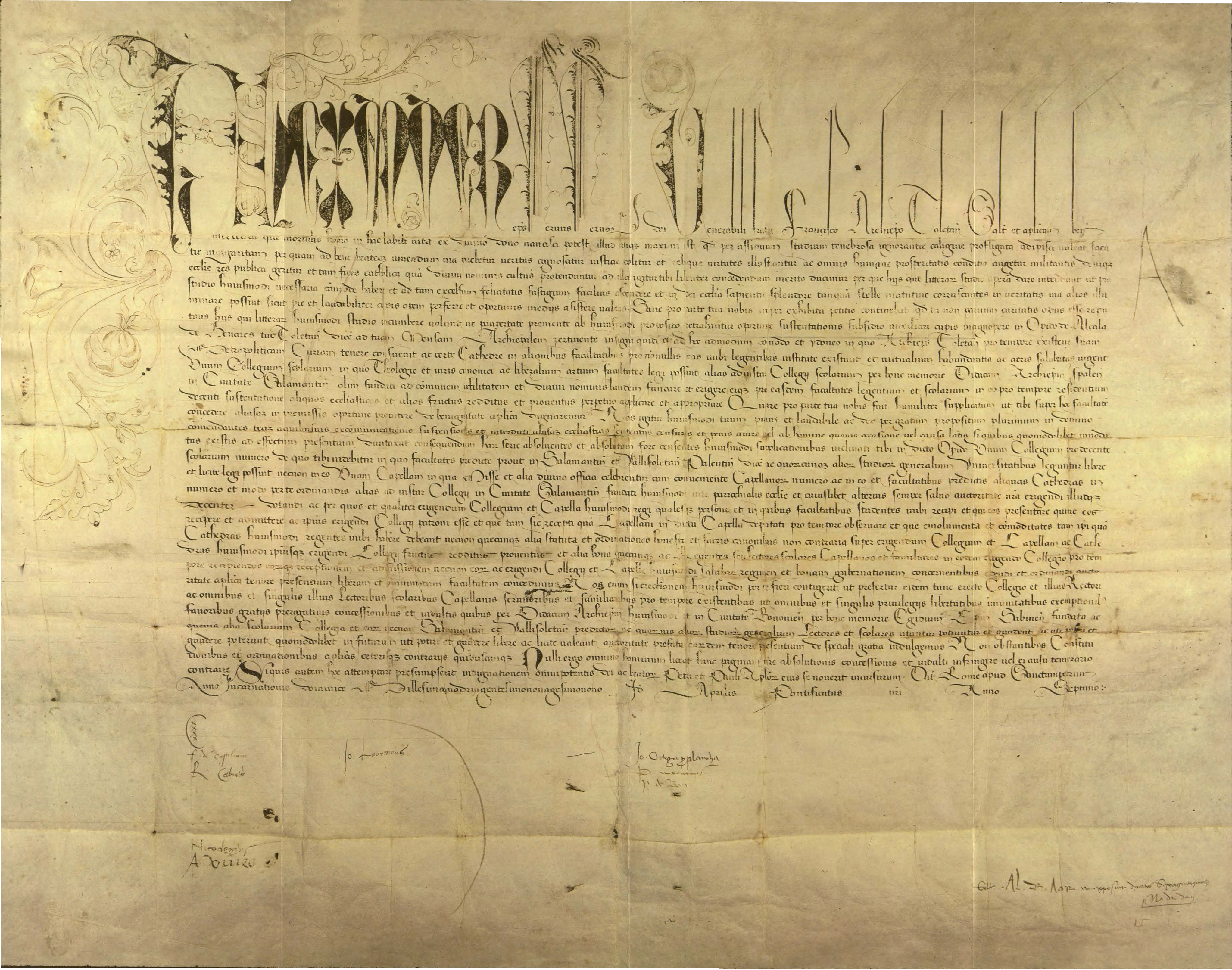
Bula de Alejandro VI autorizando la fundación de la Universidad de Alcalá (1499).

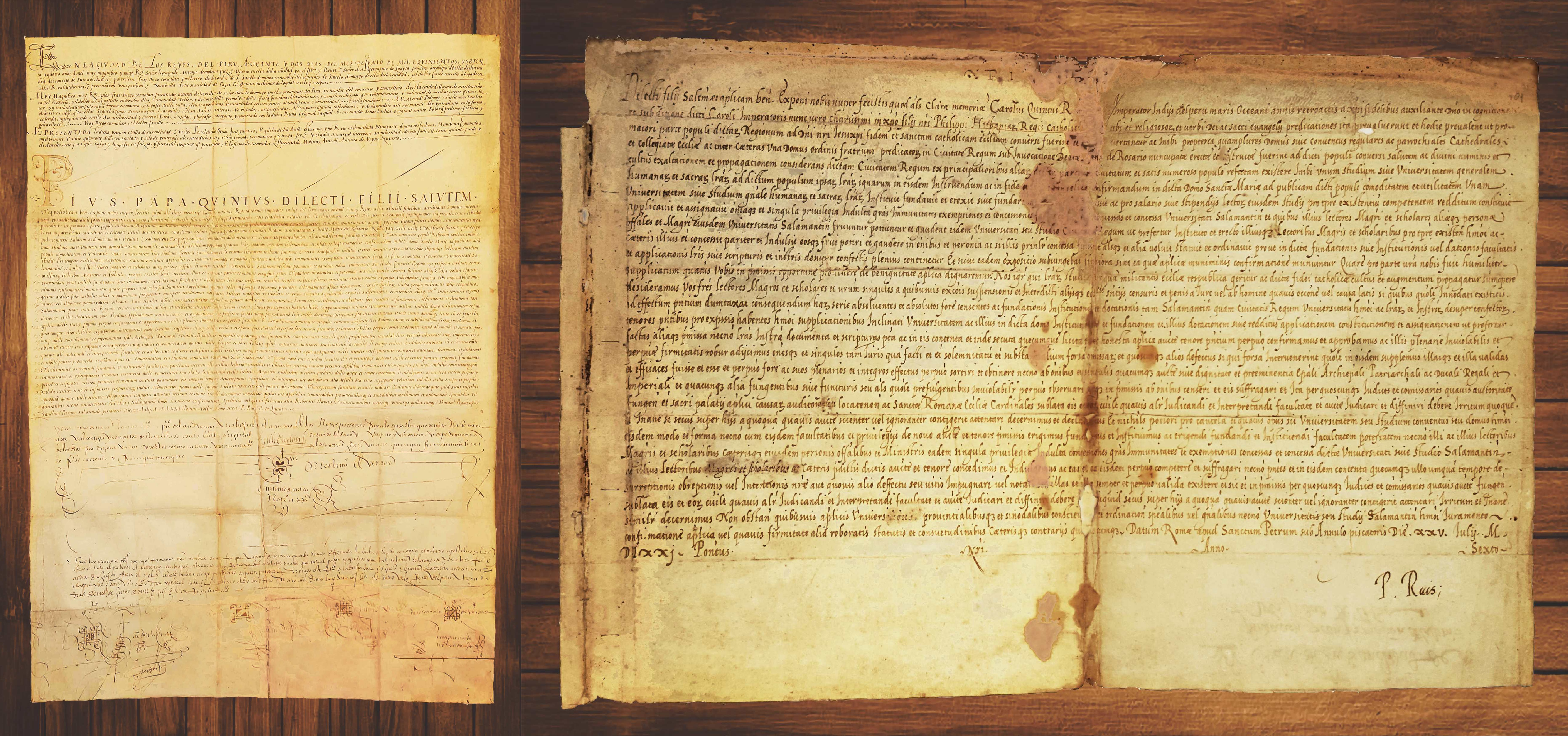
Bula papal autorizando la fundación de la actual Universidad Nacional Mayor de San Marcos, la universidad más antigua de América (1551).

En el caso de tratarse de un documento papal, la bula llevaba impresa en el anverso el nombre del papa bajo cuyo pontificado se emitía el documento, y en el reverso las inscripciones SPE y SPA divididas por una cruz, siglas que hacían referencia a San Pedro y San Pablo.
Esta bula o sello se unía, por medio de una cuerda de cáñamo o de una cinta de seda roja o amarilla, al documento que hasta el siglo XI d. C. era de papiro lo que explica los pocos originales que se han conservado, quedando en muchos casos solo el propio sello de plomo. A partir de ese siglo el papiro fue sustituido por el pergamino y posteriormente se usó el papel.
A partir del siglo xiii el término bula deja de hacer referencia al sello para pasar a describir al propio documento sobre el que se colocaba y, a partir del siglo xv, deja de hacer referencia a cualquier documento papal para reservarse a las cartas apostólicas relativas a materia de fe o interés general, concesión de gracias y privilegios, o asuntos judiciales o administrativos expedidos por la cancillería apostólica.
En estos casos la bula comenzaba con el nombre del papa sin el numeral, seguido de su dignidad de Episcopus (obispo) y del título  Servus Servorum Dei (siervo de los siervos de Dios). Así por ejemplo si una bula es publicada por el actual Papa, la misma estará encabezada por el siguiente texto:

Franciscus, Episcopus, Servus Servorum Dei

En el siglo xviii el sello de plomo fue sustituido por la estampación de lacre rojo.
Las bulas son enrolladas o dobladas y aseguradas con un sello, para que no sean leídas por nadie hasta llegar a su destinatario. Cuando una bula es demasiado importante, se le añade otro sello dorado, y se llama Bula Áurea.
Las bulas publicadas hasta el siglo xii eran firmadas exclusivamente con el papa, que desde esa época empezó a utilizar la fórmula Ego, N N, catholice ecclesie episcopus SS. Después fueron también firmadas por los cardenales.
Las bulas son conocidas por las dos o tres primeras palabras del texto que expone los asuntos tratados.
La bula más notable, sin duda, bien que puede decirse múltiple, y cuyo origen se desconoce, es la llamada Bulla in Coena Domini, porque era leída públicamente el día de Jueves Santo por un cardenal diácono en presencia del papa, acompañado de los demás cardenales y obispos.
Contenía una excomunión contra todos los herejes, contumaces y desobedientes a la Santa Sede, y después de leída, arrojaba el papa una tea encendida a la plaza pública, en señal de fulminar el anatema. En la bula del papa Paulo III, del año 1536, se expresaba ser costumbre antigua de los soberanos pontífices, publicar esta excomunión el día de Jueves Santo, por conservar la pureza de la religión cristiana, y mantener la unión de los fieles; pero no se hablaba en ella del origen de la ceremonia. Las principales partes de la referida bula concernían a los herejes y a sus factores, a los piratas y corsarios, a los que impusieran nuevos peajes, a los que falsificasen bulas y demás cartas apostólicas, a los que maltratasen a los prelados de la Iglesia, a los que turbasen o quisiesen restringir la jurisdicción eclesiástica, aun con el pretexto de impedir algunas violencias, fuesen consejeros o procuradores generales de los príncipes seculares, a los que usurpasen los bienes de la Iglesia, etc. Todas estas cosas estaban reservadas al papa, y ningún sacerdote podía absolver de ellas, sino en el artículo de la muerte. Estas bulas encontraron una vigorosa resistencia en todos los príncipes cristianos, y cesaron desde el año 1770, en el pontificado de Clemente XIV, aunque con algunas reservas que se depositaron en el Vaticano, y que han continuado sus sucesores.